# Golden Circle (Golden Circle of Friendsのアルバム)
『Golden Circle』（ゴールデン・サークル）は、寺岡呼人主催の音楽イベント『Golden Circle』のコンピレーション・アルバム。2010年10月20日にトイズファクトリーより発売された。

## 概要
通常盤のみの1形態で発売。寺岡呼人主催の音楽イベント『Golden Circle』の歴代の出演者（Golden Circle of Friends名義）が参加し、イベントのために書き下ろされた楽曲やカバー曲を集めたコンピレーション・アルバム。シングル曲以外は今回新たにレコーディングが行われている。歌詞カードには歴代の『Golden Circle』のイベント出演者のコメントも掲載されている。アートディレクターは信藤三雄 (C.T.P.P.)。
寺岡のオリジナルアルバム『独立猿人』と同時発売。同月24日に日本武道館で開催された『Golden Circle vol.15』に先駆けてリリースされ、イベントでは本アルバムが同梱されたパンフレットがグッズとして発売された。

## 収録曲
- プロデュース：寺岡呼人

1. ウタガデキタヨ / 小田和正・スキマスイッチ・堂島孝平・寺岡呼人 [4:31]
  - 作詞：寺岡呼人・常田真太郎・堂島孝平 / 作曲：寺岡呼人・大橋卓弥・堂島孝平・常田真太郎 / 編曲：寺岡呼人

2005年の『Golden Circle vol.08』で初披露された[3]。
2. ミュージック / 松任谷由実・ゆず・寺岡呼人 [5:38]
  - 作詞：松任谷由実・寺岡呼人・ゆず・桜井和寿 / 作曲：松任谷由実 / 編曲：寺岡呼人

Golden Circle feat. 寺岡呼人・松任谷由実・ゆず名義で2007年に発売されたシングル。
3. キヨシローに憧れて / 斉藤和義・ゆず・寺岡呼人 [3:25]
  - 作詞：北川悠仁・寺岡呼人・斉藤和義 / 作曲：寺岡呼人・斉藤和義 / 編曲：寺岡呼人

Golden Circle of Friends feat. 斉藤和義・北川悠仁・岩沢厚治名義で2002年に発売されたシングル。
4. 星がきれい / The Little Monsters Family [5:06]
  - 作詞・作曲：寺岡呼人・岩沢厚治 / 編曲：寺岡呼人 / 弦編曲：村山達哉

ゆずと寺岡のユニット・The Little Monsters Family名義で1999年に発売されたシングル。
5. “飲んだくれジョニー”を探して / 仲井戸 "CHABO" 麗市（ギター参加）・寺岡呼人 [5:37]
  - 作詞・作曲・編曲：寺岡呼人

2008年の『Golden Circle vol.11』で初披露された[4]。
6. マチルダ / ムッシュかまやつ [5:13]
  - 作詞：寺岡呼人・山田ひろし / 作曲：寺岡呼人 / 編曲：寺岡呼人・磯貝サイモン・新川博

寺岡のアルバム『独立猿人』収録曲のカバー。歌詞が一部変更されている。
7. トワイライト・アヴェニュー / K・STARDUST REVUE・D.W.ニコルズ・RAG FAIR・寺岡呼人 [5:29]
  - 作詞：竜真知子 / 作曲：根本要 / 編曲：STARDUST REVUE

スターダストレビューの楽曲のカバー。
2009年の『Golden Circle vol.13』で披露されていた[5]。
8. すべての若き野郎ども / 泉谷しげる・SHOGO (175R) ・つしまみれ・haderu (jealkb) ・宮田和弥・寺岡呼人 [5:41]
  - 作詞：寺岡呼人・泉谷しげる / 作曲・編曲：寺岡呼人

2008年の『Golden Circle vol.12』で初披露された[6]。
9. 脳がない / 寺田 feat. JEN [3:56]
  - 作詞・作曲：井上陽水 / 詞曲アレンジ：奥田民生

寺岡と奥田民生のユニット・寺田による楽曲。ドラムとアコースティックギターでMr.Childrenの鈴木英哉も参加。
井上陽水の楽曲「傘がない」の替え歌で、歌詞では若者の車離れなどについて歌われている。
2010年の『Golden Circle vol.15』で披露された。
10. MY GENERATION / 浅野忠信・JUN SKY WALKER(S) [3:33]
  - 作詞：Kazuya・Junta / 作曲：Junta / 編曲：JUN SKY WALKER(S)

JUN SKY WALKER(S)の楽曲のカバー。
2008年の『Golden Circle vol.11』で披露されていた[4]。
11. フォーエバーヤング / 桜井和寿 (Mr.Children) ・ゆず・寺岡呼人 [5:48]
  - 作詞・作曲：寺岡呼人・桜井和寿 / 編曲：寺岡呼人

2003年の『Golden Circle vol.05』で初披露された[7]。
メロディーの関しては、Aメロ・Bメロを桜井が、サビを寺岡が書いたという。タイトルは寺岡によるもの[8]。
ドラムはMr.Childrenの鈴木英哉が演奏している。

## 参加ミュージシャン
- 小田和正：Vocal (#1)
- スキマスイッチ：Vocal (#1)
  - 常田真太郎：Keyboards (#1)
- 堂島孝平：Vocal (#1)
- 寺岡呼人：Vocal (#1 - #5, #7 - #9, #11), Electric Guitar (#11), Acoustic Guitar (#1 - #6, #8, #9, #11), Bass (#9, #10), Manipulator (#3)
- 石川具幸：Bass (#1)
- 河村“カースケ”智康：Drums (#1, #5, #8)
- 松任谷由実：Vocal (#2)
- ゆず：Vocal (#2 - #4, #11)
  - 北川悠仁：Tambourine (#2)
  - 岩沢厚治：Blues Harp (#3)
- 村石雅行：Drums (#2)
- 松原秀樹：Bass (#2)
- 秋山浩徳：Electric Guitar (#2)
- 上杉洋史：Keyboards (#2)
- 斉藤和義：Vocal (#3)
- 牟田昌広：Drums (#3)
- 山田聡：Bass (#3)
- 藤田顕：Electric Guitar (#3)
- SUNNY：Keyboards (#3)
- 向笠高章：Manipulator (#3)
- 宮田繁男：Drums (#4)
- 美久月千晴：Bass (#4)
- 金原千恵子ストリングス：Strings (#4)
- 仲井戸 "CHABO" 麗市：Electric Guitar (#5)
- 林由恭：Bass (#5, #8, #11)
- 中西康晴：Acoustic Piano (#5), Keyboards (#5)
- ムッシュかまやつ：Vocal (#6)
- 松原正樹：Electric Guitar (#6)
- 高水健司：Bass (#6)
- 林立夫：Drums (#6)
- 新川博：Acoustic Piano (#6, #11), Keyboards (#6, #11)
- 磯貝サイモン：Keyboards (#6)
- K：Vocal (#7)
- STARDUST REVUE：Vocal (#7)
- D.W.ニコルズ：Vocal (#7)
- RAG FAIR：Vocal (#7)
- 添田啓二：Keyboards (#7)
- 泉谷しげる：Vocal (#8)
- SHOGO (175R)：Vocal (#8)
- つしまみれ：Vocal (#8)
- haderu (jealkb)：Vocal (#8)
- JUN SKY WALKER(S)：Vocal (#9)
  - 宮田和弥：Vocal (#8)
  - 森純太：Electric Guitar (#10)
  - 小林雅之：Drums (#10)
- 佐藤健治 (Be.)：Electric Guitar (#8)
- 奥田民生：Vocal (#9), Electric Guitar (#9), Acoustic Guitar (#9)
- 鈴木英哉 (Mr.Children)：Acoustic Guitar (#9), Drums (#9, #11)
- 浅野忠信：Vocal (#10)
- 桜井和寿 (Mr.Children)：Vocal (#11)